# Justs Sirmais
Justs Sirmais (født 2. februar 1995) også kendt som Justs er en Letlandsk sanger som repræsenterede Letland ved Eurovision Song Contest 2016 med sangen "Heartbeat", hvor han opnåede en 15. plads.

## Eksterne envisninger
- Wikimedia Commons har flere filer relateret til Justs Sirmais

 Der er for få eller ingen kildehenvisninger i denne artikel, hvilket er et problem. Du kan hjælpe ved at angive troværdige kilder til de påstande, som fremføres i artiklen.